# پارک ملی هالینگسکاروت
پارک ملی هالینگسکاروت (نروژی: Hallingskarvet nasjonalpark) یک پارک ملی در مرکز نروژ است که توسط دولت در ۲۲ دسامبر ۲۰۰۶ تأسیس شد. این پارک در شهرداری‌های هول (شهرستان ویکن)، اولویک و آرلند (هر دو در بخش وست لند) واقع شده‌است.به‌طور دقیق‌تر، این پارک شامل فلات هالینگزکارف و مناطق کوهستانی بلند در غرب آن است. این پارک شامل یخچال‌های طبیعی وارگبرین و همچنین دره ساتدالن، لنججالن، ینگلشدالن و بخش‌هایی از راگستاییندالن است.
پارک ملی هالینگسکاروت ۴۵۰ کیلومتر مربع (۱۷۰ مایل مربع) وسعت دارد و شامل دامنه کوه هالینگاسکار و میزبان انبوهی از گوزن‌های شمالی است که عامل مهمی در ایجاد این پارک است. بالاترین نقطه پارک قله فولارکاردنتون است که از ارتفاعی به اندازه ۱٬۹۳۳ متر (۶٬۳۴۲ فوت) بالاتر از سطح دریا می‌باشد.
منظره هالینگسکاروت در دوران عصر یخبندان شکل گرفته‌است. این پارک تاریخ زمین‌شناسی و ارتباط بین این تاریخ و تغییر در گونه‌های ساکن در آن را نشان می‌دهد. این مناطق دارای ارزش ویژه ای است که در معرض گونه‌های تهدیدآمیز یا آسیب‌پذیر نظیر کاکتوم آلومینیوم Draba (چمنزار سفید) و Botrychium lanceolatum (گندم برگ برگ لنس) قرار دارد.

## راه‌های دسترسی
بزرگراه برگن در امتداد مرز جنوبی پارک قرار دارد. دسترسی جاده ای به ضلع جنوبی پارک وجود ندارد، بنابراین ایستگاه فاین، خط راه‌آهن، از معدود راه‌هایی است که افراد می‌توانند به این قسمت از پارک دسترسی پیدا کنند. جاده ۵۰ نروژی کانتی در نزدیکی مرز شمالی پارک واقع شده‌است

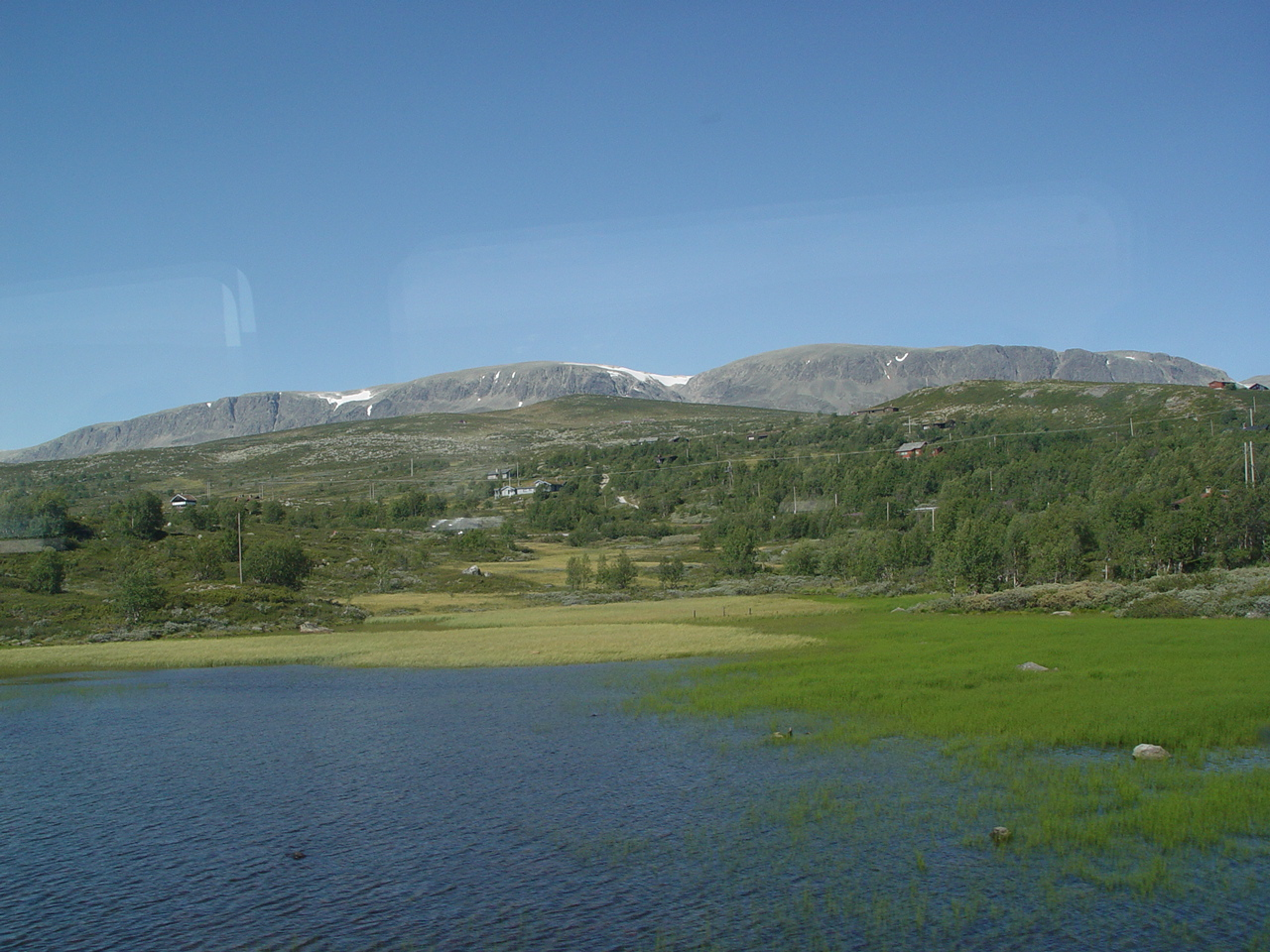
سال ۲۰۰۴
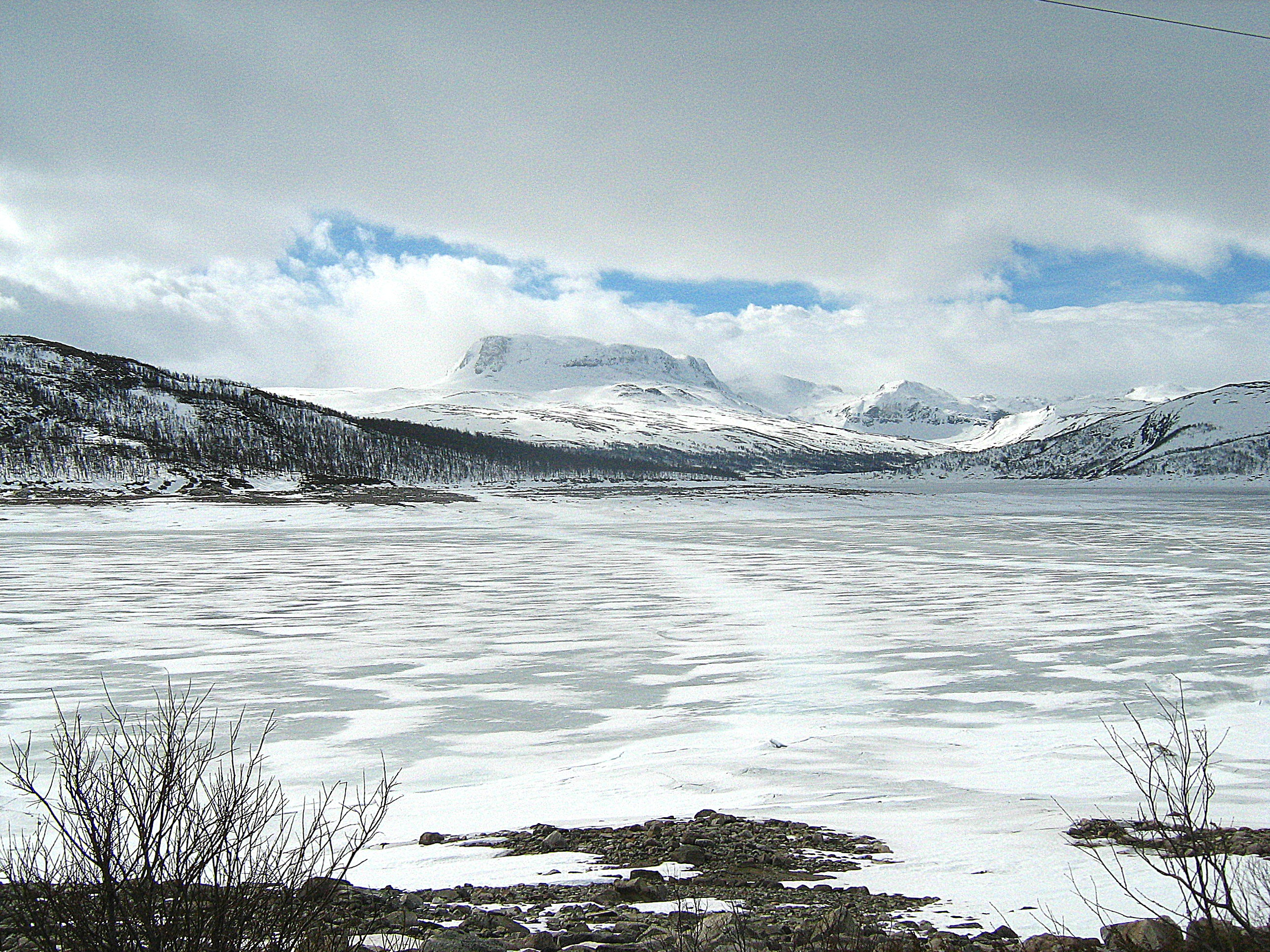
دریاچه یخ‌زده پارک
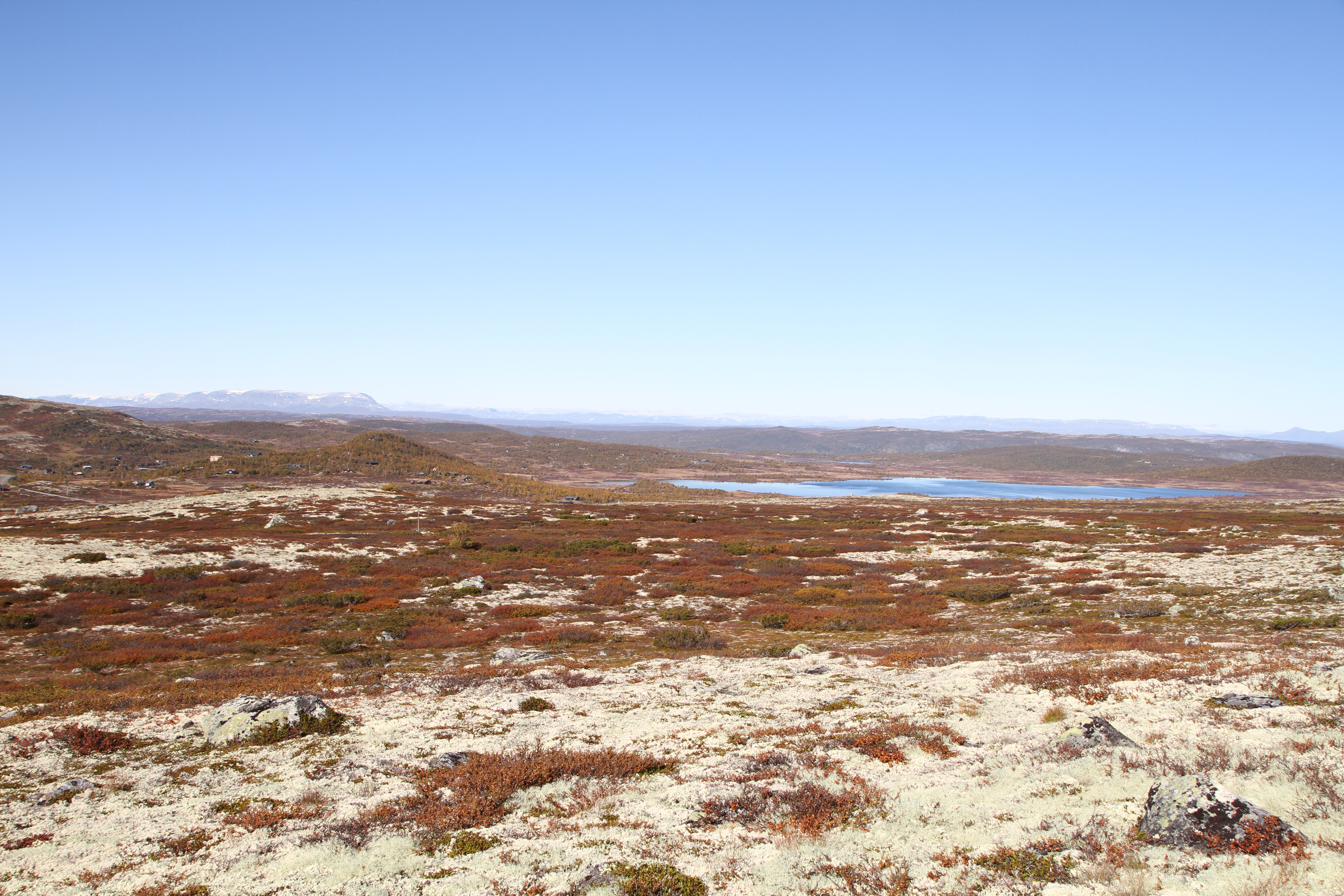
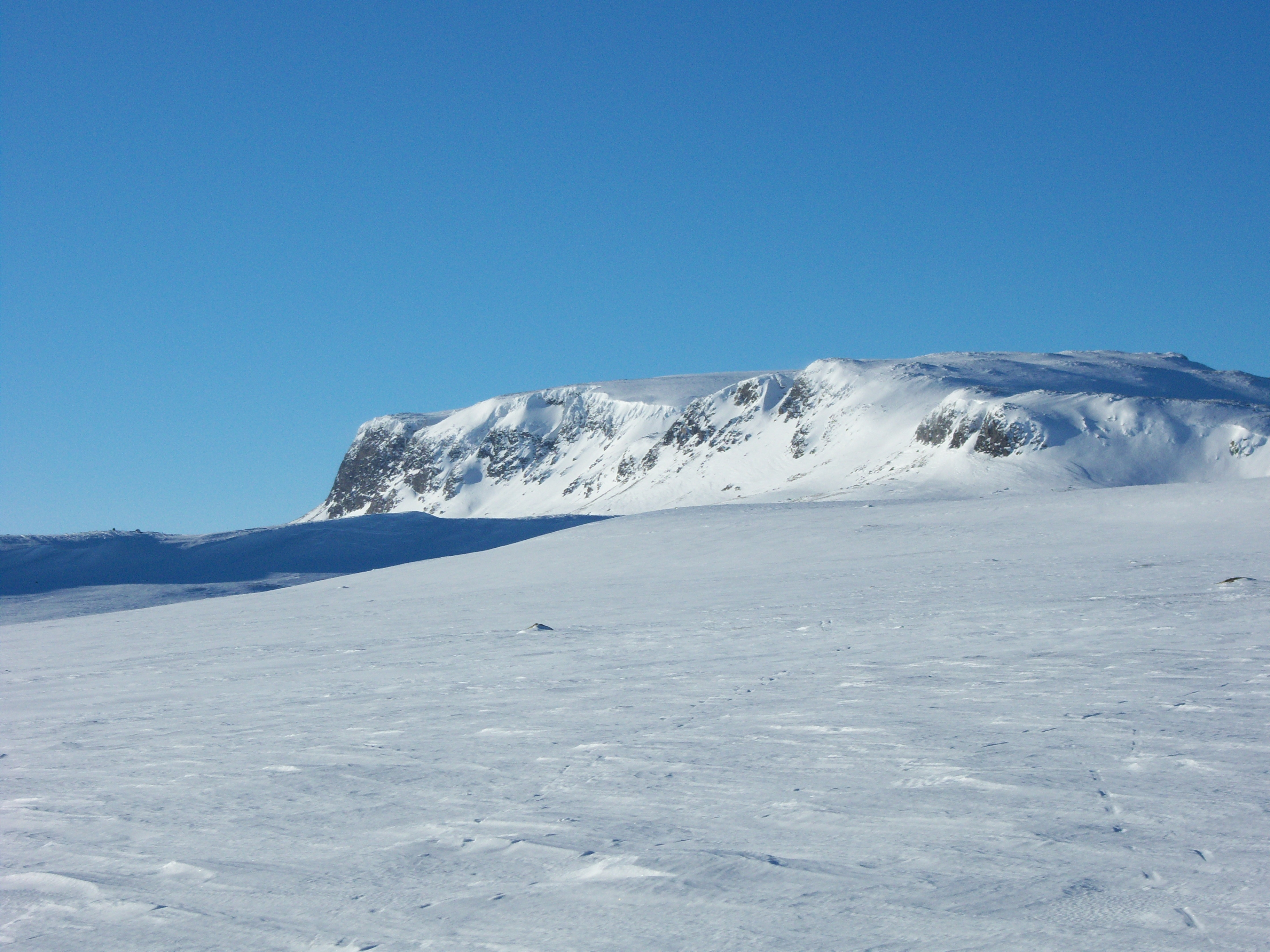

## محافظت و استفاده
هدف اصلی ایجاد این پارک ملی، حفاظت از یک منطقه بزرگ، منحصر به فرد و تا حد زیادی دست نخورده به منظور محافظت از چشم‌انداز و زیست‌بوم با اکوسیستم، گونه‌ها و جمعیت‌های آن از جمله گوزن‌های وحشی است؛ و برای محافظت از یک عنصر مشخص مورد نیاز برای درک تاریخ زمین‌شناسی چشم‌انداز نروژ و همچنین برای محافظت از عناصر با ارزش میراث فرهنگی طراحی شده‌است.